# Municipio de Arandas
El municipio de Arandas es uno de los 125 municipios del estado de Jalisco, México. Su cabecera es la localidad de Arandas.

## Descripción geográfica

### Ubicación
El municipio se localiza en el este del estado Jalisco, formando parte de la región Altos Sur. Se halla a una altura que fluctúa entre un máximo de 2 300 y un mínimo de 1700 metros sobre el nivel del mar. Tiene una extensión territorial de 950 kilómetros cuadrados. El territorio del municipio está formado por un sector principal y un pequeño exclave situado al suroeste, separado del territorio principal por un vértice donde confluyen los límites del municipio de San Ignacio Cerro Gordo y del municipio de Atotonilco el Alto y muy cercano de la población de San José de Gracia del municipio de Tepatitlán de Morelos.
Su territorio limita al norte con los municipios de San Miguel el Alto y San Julián, al noreste con el municipio de San Diego de Alejandría, al oeste confina con los municipios de San Ignacio Cerro Gordo y Tepatitlán de Morelos, al suroeste con el municipio de Atotonilco el Alto, al sur con el de Ayotlán, al sureste y este con el municipio de  Jesús María y al noreste hace límite con el municipio del Rincón del estado de Guanajuato.

## Toponimia
El nombre se deriva del nombre original que recibía la población existente en el siglo XVII: "Santa María de Guadalupe de los Aranda", que precisamente se deriva del apellido Aranda, una de las familias fundadoras, junto con los Camarena, Hernández Gamiño y Hernández Rull.

## Historia y población
En la época prehispánica, esta región estuvo escasamente poblada por la cultura otomi. Para mostrar más ampliamente el origen de esta población, se excavó el pasado y se fue eslabonando información hasta llegar a su origen institucional que data del 2 de julio de 1544, fecha en que por Mercedes del Virrey de la Nueva España, Don Antonio de Mendoza y otras cesiones del Gobernador de Nueva Galicia Francisco Vázquez de Coronado, estos como recompensa le otorgaron al capitán español Juan de Villaseñor y Orozco ante su gran labor tanto en los primeros días de la conquista, como sus grandes estrategias durante la guerra del Mixton, le entregaron una serie de cédulas de tierras, que por su inmensa extensión territorial se convirtió en un gran latifundio. Dicho dominio se extendía desde Tepatitlán Jalisco, hasta Pénjamo Guanajuato, y desde Lagos de Moreno Jalisco, hasta el Lago de Cuitzeo en Michoacán. «La Encomienda de Villaseñor» (40 000 km²) entre los límites de la Nueva España y la Nueva Galicia.
Las bajas que tuvieron los conquistadores españoles en la región de los Altos de Jalisco debido a los ataques chichimecas, los condujeron a contestar con una táctica bélica de etnocidio. Llevaron al Bajío Occidente a milicianos rurales castellanos, algunos de ellos de ascendencia francesa, conducidos en la alta Edad Media para repoblar el centro de España. No obstante, igualmente los hubo portugueses, italianos y oriundos de Flandes, que con anterioridad habían luchado contra turcos y moros. Estos soldados campesinos se establecieron con patrones de propiedad privada y con una ideología católica, mezclándose con algunos chichimecas que habían quedado.
Existe cierta divergencia sobre el año exacto de la fundación de Arandas, aunque es indudable que fue hacia mediados del siglo XVIII. La tradición señala que ésta se llevó a cabo el 12 de diciembre de 1761 con el nombre original de Santa María Guadalupe de los Arandas, en el lugar de la hacienda de Santa Ana Apacueco.
Una segunda versión indica que hacia los años de 1760 a 1768, unos señores de apellido Hernández Gamiño arrendatarios del rancho de Santa María al oeste de la actual ciudad, quisieron fundar una congregación en el predicho rancho, e hicieron las gestiones pertinentes ante la Real Audiencia de Guadalajara. No obstante, otras personas de apellido Camarena, que rentaban la ranchería de Ramblazos, distante una legua al este, pugnaron para que tal núcleo de población se estableciera en el rancho que arrendaban, suscitándose un difícil pleito. La Audiencia ordenó que la fundación se hiciera en un sitio equidistante de las dos rancherías. En tal sitio existía una posada regenteada por unas hermanas de apellido Aranda, de las que el poblado tomó el nombre. Se le llamó Santa María de Guadalupe de las Arandas. Los fundadores fueron las familias: Aranda, Camarena, Hernández Gamiño, además de los Hernández Rull.
En el año de 1810 fueron fusilados, Ignacio Infante, alcalde de la población; Francisco Vázquez, Ignacio Lara y Juan González Hermosillo, primeras víctimas de Arandas por la causa de la Independencia. Arandas cuenta con escudo de armas, creado y ejecutado por Indalecio Ramírez Ascencio, dicho escudo lleva por lema: «Tierra pobre, gente laboriosa».
El 14 de noviembre de 1824 Arandas formó parte del departamento de Atotonilco. El 8 de abril de 1844 se estableció ayuntamiento. El 9 de julio de 1875 fue erigido municipalidad y el 17 de septiembre fue elevada a la categoría de villa pero perteneciente al departamento de La Barca. El 23 de agosto de 1969 le fue reconocido la categoría de ciudad por el gobernador de Jalisco Francisco Medina Ascencio.
El cráter Arandas del planeta Marte, lleva el nombre de la ciudad desde 1976, cuando la Unión Astronómica Internacional aceptó ponerlo en honor a la ciudad.

## Medio físico
La mayor parte del territorio muncpal se encuentra en zonas planas con el 80% de presencia, después se encutran lomeríos con el 15% y zonas montañosas con el 3% de alcance territorial. Ahora, el suelo predominante es el luvisol (34.6%), se caracteriza por la acumulación de arcilla, son suelos rojos o amarillentos, destinados principalmente a la agricultura con rendimientos moderados y alta susceptibilidad a la erosión; seguido por planosol, feozem, vertisol y litosol con el 31, 13, 11 y 4 por ciento respectivamente. En cuanto a la cobertura de suelo, la agricultura (76.8%) es el uso de suelo dominante en el municipio, pero también existe presencia de pastizales, bosques, selvas, cuerpos de agua y asentameintos humanos que en conjunto suman el otro 23.2% restante.
La roca predominante son suelos residuales (29.0%) formados por depósitos resultantes de la alteración de una roca, seguido por le basalto, la roca aluvial, extrusiva ácida y la toba con el 27.9%, 17.2%, 17.1% y 8,2% respectivamente.

### Hidrografía
Los tipos de recursos hídricos del municipio están constituidos por aguas subterráneas, ríos y lagos. El territorio está ubicado dentro de 7 acuíferos de los cuales el 100.0% no tienen disponibilidad y el 0% se encuentra con disponibilidad de agua subterránea. Además, está dentro de las cuencas Río Lerma 7, Río San Miguel, Río Turbio, Río Zula, Río del Valle de las cuales el 1.6% tienen disponibilidad y el 98.3% presentan déficit de disponibilidad de agua superficial.

### Clima y precipitación
La mayor parte del municipio de Arandas (65.9%) tiene clima templado subhúmedo. Mientras que del análisis de precipitación media mensual histórica con registros hasta el 2021 del municipio Arandas tenemos que la precipitación acumulada promedio es de 863.9 mm; la media del mes de enero es de 13.8 mm, la mínima de 8.1 mm y la máxima de 21.9 mm; mientras que en julio la precipitación media es de 235.9 mm, la mínima de 193.5 mm y máxima de 316.5 mm.

### Temperatura
La temperatura media mensual conforme a los registros históricos hasta el 2021 del municipio, nos dice que la media anual promedio es de 18.8 grados centígrados (°C), la mínima y máxima promedio anual de 10.8 °C y 26.4 °C. La temperatura más fría se presentó en los meses de enero y febrero con 2.8 °C y 3.3 °C respectivamente y las más altas fueron de 38.4 °C y 37.1 °C de los meses mayo y abril correspondientemente.

## Áreas naturales protegidas
Arandas cuenta con 1.3% de humedales sin contar con algún área natural protegida decretada.

## Sequía
A nivel municipal la sequía extrema es la que tiene una mayor distribución con un 39.9%. A su vez, la sequía excepcional, severa y moderada representan el 28, 15 y 8 por ciento respectivamente.

## Demografía y localidades
según el Censo de Población y Vivienda 2020, su población en ese año era de 80,609 personas; de las cuales el 49 por ciento eran hombres y 51 por ciento mujeres. Comparando este volumen poblacional con el del año 2015 (77,116 habitantes), se observa que la población municipal aumentó un 4.53 por ciento en cinco años.

### Localidades
En 2020 Arandas contaba con 293 localidades, de éstas, 33 eran de dos viviendas y 54 de una. La localidad de Arandas era la más poblada, con 59,648 personas, que representaban el 74% de la población del municipio; le seguía Santa María del Valle con el 5.3%, Rinconada de los Vázquez [Fraccionamiento] con el 1.4%, Santiaguito (Santiaguito de Velázquez) con el 1.3% y Presa de Barajas (El Crucero de Arandas) con el 1.1% del total municipal.
| Código INEGI      | Localidad                | Población (2020) |
| ----------------- | ------------------------ | ---------------- |
| 140080001         | Arandas                  | 59 648           |
| 140080280         | Santa María del Valle    | 4 285            |
| 140080637         | Rinconada de los Vázquez | 1 126            |
| 140080283         | Santiaguito de Velázquez | 1 038            |
| Otras localidades | Otras localidades        | 14 512           |
| Total municipal   | Total municipal          | 80 609           |

## Flora y fauna

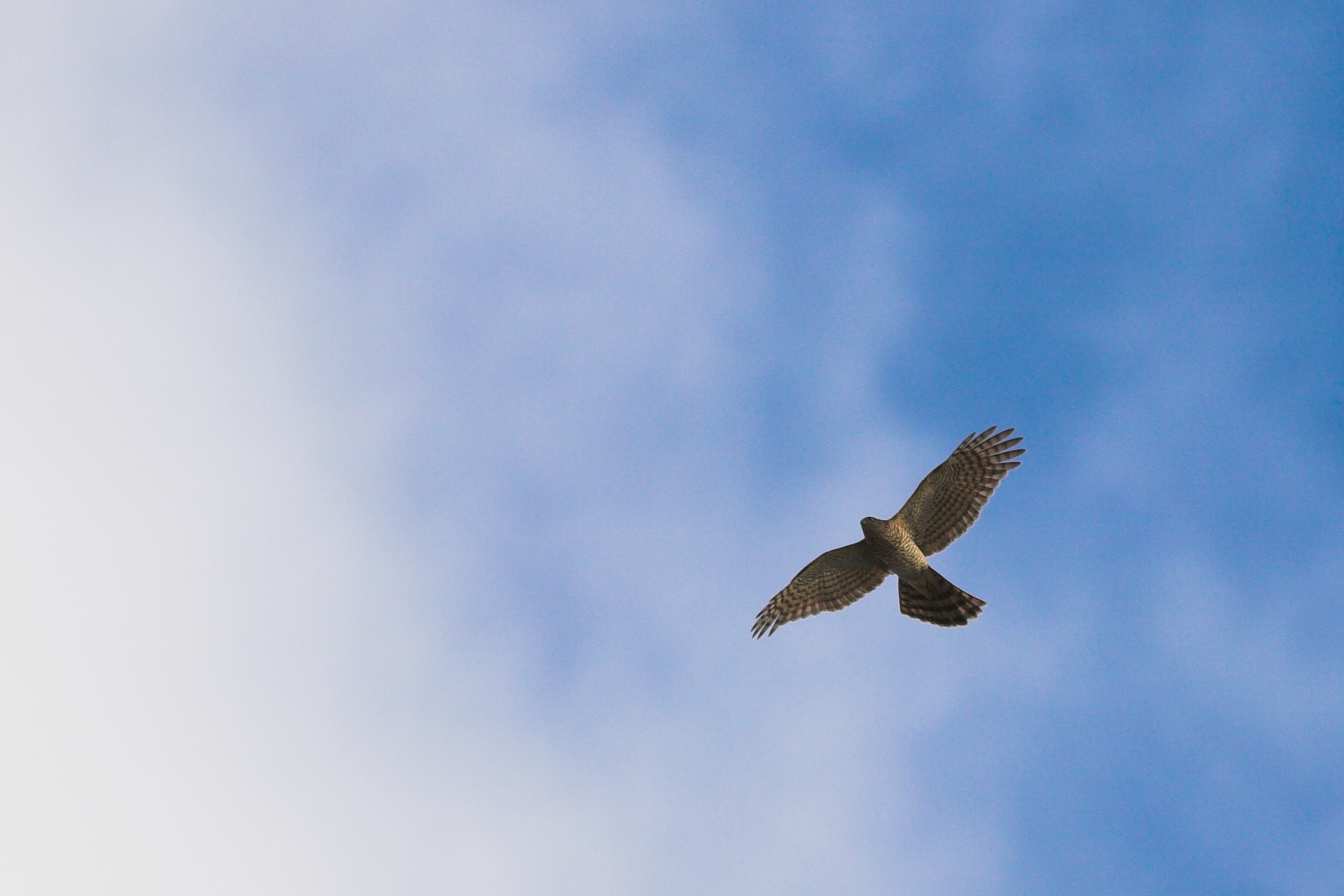
El gavilán habita en el municipio.

Su vegetación es escasa, aunque existen algunas especies como son: encino, roble, sauce, cedro, fresno, cerezo, huizache, uña de gato, colorín y pochote. Existen algunas especies de árboles frutales y plantas medicinales.
Habitan en esta región el murciélago, el tejón, el gato montés, el coyote, el zorrillo, el tlacuache, la liebre, el conejo, el venado, el águila y el gavilán.

## Economía
Conforme a la información del Directorio Estadístico Nacional de Unidades Económicas (DENUE) de INEGI, el municipio de Arandas cuenta con 4,931 unidades económicas al mes de mayo de 2024 y su distribución por sectores revela un predominio de establecimientos dedicados a Comercio, siendo estos el 47.19% del total en el municipio.

### Empleos y principales sectores económicos
Para junio de 2024 el IMSS reportó un total de 13,648 trabajadores asegurados, lo que representó para el municipio de Arandas un incremento anual de 501 trabajadores en comparación con el mismo mes de 2023, debido al alza del registro de empleo formal de algunos de sus grupos económicos principalmente el de Agricultura. En función de los registros del IMSS el grupo económico que más empleos presentó dentro del municipio de Arandas fue el de Fabricación de productos de hule y plástico, ya que en junio de 2024 registró un total de 2,073 trabajadores concentrando el 15.19% del total de asegurados en el municipio. El segundo grupo económico con más trabajadores asegurados fue el de Elaboración de bebidas, que para junio de 2024 registró 1,842 trabajadores asegurados que representan el 13.5% del total de trabajadores asegurados a dicha fecha. El tercer sector con más registros fue la fabricación de alimentos con el 13.03%.

## Pobreza por carencia social
Para el año 2020, el 68% de la población carecio de acceso a seguridad social mientras que el 30% tuvo rezago educativo y siguiendo esta línea tenemos que el 22.6% carecio de acceso a servicios de salud. En menores proporciones tenemos al acceso a servicios básicos de la vivienda, calidad y espacios de la vivienda y acceso a la alimentación con 10, 3 y 8 por ciento respectivamente.

## Índice de desarrollo municipal
Arandas obtiene un desarrollo institucional Muy Alto con un IDM-I de 72.2, que lo coloca en el sitio 15 del ordenamiento estatal.

## Promedio mensual de carpetas de investigación
Durante el periodo de junio 2023 a mayo de 2024, se abrieron un total de 665 carpetas de investigación con un promedio mensual de 55 en donde las lesiones culposas son el delito más investigado.

## Política

### Representación legislativa
Para la elección de diputados locales al Congreso de Jalisco y de diputados federales a la Cámara de Diputados federal, el municipio de Arandas se encuentra integrado en los siguientes distritos electorales:

#### Local
- Distrito electoral local de 15 de Jalisco con cabecera en La Barca.[12]

#### Federal
- Distrito electoral federal 15 de Jalisco con cabecera en La Barca.[13]

### Presidentes municipales
| Presidente municipal            | Período               | Partido político | Notas                                                |
| Antonio Valadez Ramírez         | 1914–1917             |                  |                                                      |
| José María López González       | 1918                  |                  |                                                      |
| José Sainz Orozco               | 1919                  |                  |                                                      |
| José María López González       | 1920                  |                  |                                                      |
| J. Jesús Cuéllar                | 1920                  |                  |                                                      |
| José Antonio Morales            | 1921                  |                  |                                                      |
| Manuel B. Ascencio              | 1922                  |                  |                                                      |
| Macedonio S. Barrera            | 1922                  |                  |                                                      |
| Flavio Ramírez Álvarez          | 1923                  |                  |                                                      |
| Indalecio Ramírez Ascencio      | 1924–1927             |                  |                                                      |
| Juan José Morales Hernández     | 1929                  | PNR              |                                                      |
| Macedonio S. Barreras           | 1930                  | PNR              |                                                      |
| Rafael Hernández Guzmán         | 1931                  | PNR              |                                                      |
| Adrián Aguirre Patiño           | 1931                  | PNR              |                                                      |
| José Torres Pérez Vargas        | 1932                  | PNR              |                                                      |
| Pablo Camarena Jiménez          | 1933                  | PNR              |                                                      |
| Antonio H. González             | 1935                  | PNR              |                                                      |
| Salvador Álvarez Valencia       | 1937                  | PNR              |                                                      |
| Luis Torres Segura              | 1940                  | PRM              |                                                      |
| Constancio Hernández Rizo       | 1941–1942             | PRM              |                                                      |
| Flavio Ramírez Álvarez          | 1943–1944             | PRM              |                                                      |
| Agustín Camarena Hernández      | 1945–1946             | PRM              |                                                      |
| José María Martínez Camarena    | 1947–1948             | PRI              |                                                      |
| Adolfo Gazcón López             | 1949–1951             | PRI              |                                                      |
| Hilarión Hernández López        | 1951                  | PRI              | Interino                                             |
| Juan de la Cerda Gazcón         | 01-01-1956–31-12-1958 | PRI              |                                                      |
| José S. Domínguez Zavala        | 01-01-1959–31-12-1961 | PRI              |                                                      |
| Antonio L. Bravo Vázquez        | 01-01-1962–31-12-1964 | PRI              |                                                      |
| ND                              | 01-01-1965–31-12-1967 |                  |                                                      |
| Salvador Martínez Patiño        | 01-01-1968–31-12-1970 | PRI              |                                                      |
| José Antonio Hernández Orozco   | 01-01-1971–31-12-1973 | PRI              |                                                      |
| Liborio Martínez Velázquez      | 01-01-1974–31-12-1976 | PRI              |                                                      |
| María Guadalupe Ramírez C.      | 01-01-1977–31-12-1979 | PRI              |                                                      |
| Jaime Antonio González T.       | 01-01-1980–31-12-1982 | PRI              |                                                      |
| Raúl Álvarez Pérez              | 1983–1985             | PRI              |                                                      |
| Alfonso López García            | 1986                  | PRI              |                                                      |
| José María López Barba          | 1986–1988             | PRI              |                                                      |
| Guillermo Hernández Martínez    | 1988                  | PRI              |                                                      |
| José Guadalupe Tejeda Vázquez   | 1989–1992             | PRI              |                                                      |
| Juan Antonio González Hernández | 1992–1995             | PAN              |                                                      |
| José Guadalupe Tejeda Vázquez   | 1995–1997             | PAN              |                                                      |
| Eduardo López Camarena          | 01-01-1998–31-12-2000 | PAN              |                                                      |
| Jorge Díaz Pérez                | 01-01-2001–31-12-2003 | PRI              |                                                      |
| José Luis Magaña Coss y León    | 01-01-2004–31-12-2006 | PAN              |                                                      |
| José Guadalupe Tejeda Vázquez   | 01-01-2007–31-12-2009 | PAN              |                                                      |
| José Luis Valle Magaña          | 01-01-2010–30-09-2012 | Convergencia     |                                                      |
| Omar Hernández Hernández        | 01-10-2012–30-09-2015 | PRI PVEM         | Coalición "Compromiso por Jalisco"                   |
| Salvador López Hernández        | 01-10-2015–30-09-2018 | PRI PVEM         |                                                      |
| Ana Isabel Bañuelos Ramírez     | 01-10-2018–07-03-2021 | PAN PRD MC       | Pidió licencia para buscar la reelección, que obtuvo |
| Esmeralda Ramírez Magaña        | 08-03-2021–2021       | PAN PRD MC       | Interina                                             |
| Ana Isabel Bañuelos Ramírez     | 01-10-2021–30-09-2024 | MC               | Fue reelegida el 06-06-2021                          |
| José Socorro Martínez Velázquez | 01-10-2024-           | Hagamos          |                                                      |

## Infraestructura
El municipio cuenta con 16 servicios públicos, de los cuales destacan 51 escuela, seguido de 23 templos e instalación deportiva o recreación con 14.

### Salud
De acuerdo con los registros de la secretaría de salud, en el municipio se encuentran 20 unidades de servicio de salud como lo son consultorios, hospitales generales y especializados, oficinas administrativas, farmacias, laboratorios, unidades de medicina familiar, de especialidades médicas y móviles. De las cuales 10 corresponden a la Secretaría de Salud (SSJ), 9 unidades de salud son de los Servicios Médicos Privados y 1 módulo del Instituto Mexicano del Seguro Social (IMSS).

### Vivienda
Cuenta con 18.218 viviendas, las cuales generalmente son privadas. El 95,54 % tiene servicio de electricidad, el 78,49 % tiene servicio de drenaje y agua potable. Su construcción es generalmente a base de teja, ladrillo o tabique.

### Servicios
El municipio cuenta con servicios de agua potable, energía eléctrica, alcantarillado, alumbrado público, mercados, rastro, vialidad, aseo público, seguridad pública y tránsito, Poteccion civil, Departamento Municipal para la Prevención de Accidentes, parques, cementerio, jardines, centros recreativos,y centros deportivos.
En lo que concierne a servicios básicos, el 82,3 % de los habitantes disponen de agua potable, el 84,6 % de alcantarillado y el 92,6 % de energía eléctrica.[cita requerida]

### Medios de comunicación
Cuenta con internet, correo, telégrafo, fax, televisión local, periódicos, teléfono, y servicio de radiotelefonía. El transporte se efectúa principalmente a través de las carreteras Arandas-Tepatitlán-Guadalajara, Arandas-Atotonilco-Guadalajara y Arandas-León. Cuenta con una red de carreteras rurales que comunican las localidades así como el libramiento. Hay servicio de autobuses públicos y vehículos de alquiler.

## Cultura
En el municipio se celebran tres fiestas anuales. Durante las festividades es común que las manifestaciones artísticas y culturales incluyan música, danza, bailes, juegos pirotécnicos, carreras de caballos, corridas de toros, charreadas, comida, peleas de gallos y diversos actos masivos.
La Banda de Música Municipal de Arandas es la institución cultural más importante de la región. Además de ser la Banda de Música Sinfónica más antigua en fundación en el estado de Jalisco naciendo esta en la primavera del año 1857. Tiene un repertorio muy amplio de piezas musicales populares y clásicas y cuenta actualmente con 38 integrantes. Sus presentaciones públicas son los jueves y domingos en la plaza de Armas de la ciudad a las 7:30 p. m.
- Arquitectura: templos y edificios coloniales.
- Artesanías: se elaboran dulces de agrillo, manteles, deshilados y trajes de charro. En la última década el diseño y armado de diversos objetos con barricas de tequila ha cobrado auge.
- Gastronomía: carnitas de cerdo, taquitos típicos, chicharrones y birria estilo Arandas; derivados de la leche como: queso, mantequilla, crema y requesón. De postres destacan las cocadas, jamoncillos, cajeta natural y envinada, muéganos y turrón de almendra. La bebida alcohólica por tradición es el tequila, seguido por el tejuino y el pajarete.[31] En sus plazas principales se encuentra distintas alimentos de temporada como las papas con chile de árbol, fresas con crema, tamales de elote, elotes en distintas presentaciones, gelatinas, distintas presentaciones de lo que algunos llaman comúnmente guasanas.

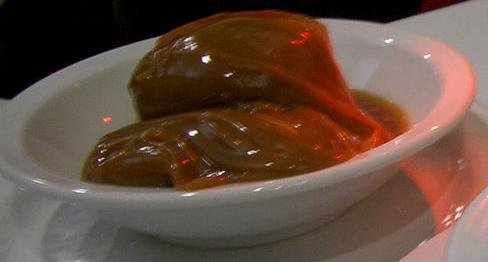
Cajeta.

## Deporte
Cuenta con centros deportivos, en los que se practica: fútbol, en el cual destacan de la liga regional los Leones Negros, voleibol, baloncesto (basquetbol) y atletismo. Desde el año 2015 se introdujo el Tiro con Arco en el municipio por parte de distintos clubes deportivos. Arandas también cuenta con un lienzo charro, un parque de skate y una plaza de toros.
Además existen centros culturales, plazas, parques, jardines, biblioteca, cine, centro social y centros recreativos.

## Sitios de interés
- Campanil del 3.er Milenio Con la Campana Mayor. Sostiene a la campana más grande de Latinoamérica, la "Reina del Silencio" cuyas dimensiones la ubican como la sexta en el mundo.
- El Templo de Santa María de Guadalupe: en estilo barroco.
- El Templo de San José: en estilo neogótico francés, obra del Arq. Ignacio Díaz Morales, y cuya girola está en proceso de construcción, misma que es apoyada por CONACULTA e INAH.
- Rancho de El Chilarejo
- La plaza de Armas
- El Templo del Espíritu Santo
- El palacio Municipal
- El panteón Viejo (ahora plaza Fundadores, con la capilla octagonal del Señor del Socorrito).
- El cementerio municipal
- El cerro de Mexiquito, con una interesante leyenda (ya no hay paso al público)
- El parque Hidalgo
- Hacienda de la antigua familia Tejeda, hoy casa histórica del municipio (sí hay acceso público)
- La presa del Tule
- Santuario del Sagrado Corazón de Jesús, que data de 1875
- Puente de Guadalupe.
- Cuesta de Edificios o Barranca Cristera.

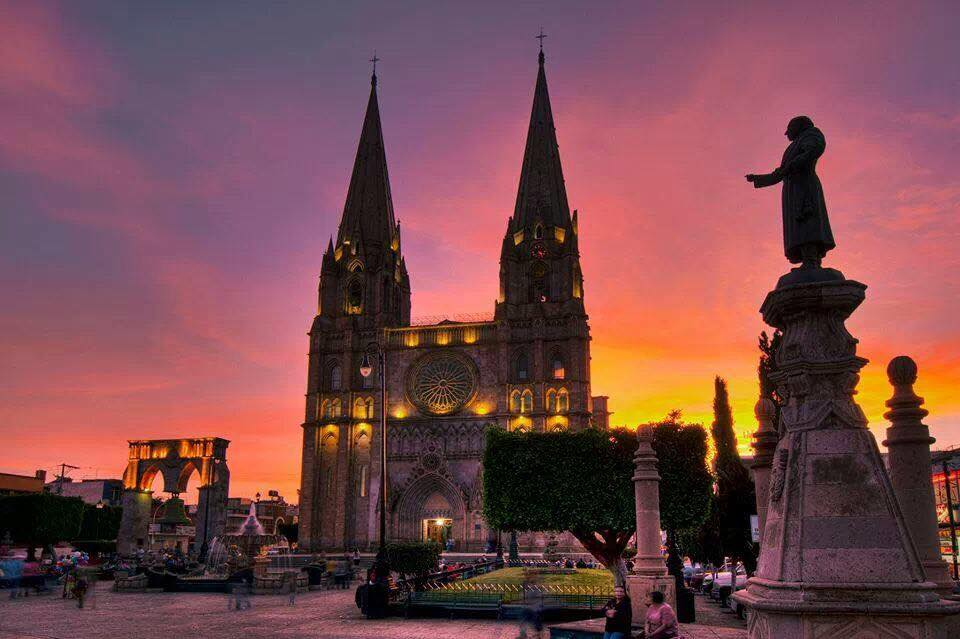
Templo de San José Obrero, en Arandas.

- Rancho "El nogal".

## Festividades

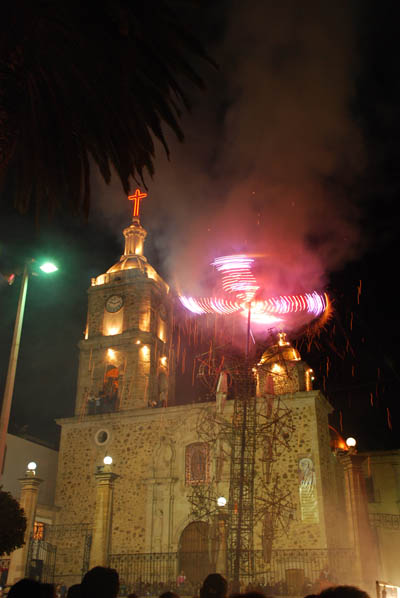
Parroquia de Santa María de Guadalupe en las "Fiestas de Enero", en Arandas.

- Feria y fiestas de la Virgen de Guadalupe: del 4 al 12 de enero.
- Fiestas patrias: 15, 16 y 17 de septiembre, celebrándose el 15 a media noche el Grito de Dolores en la explanada del parque Hidalgo por el presidente municipal, el 16 por la mañana desfile y presentación de la reina de belleza, y por la tarde el tradicional Combate de Flores. El 17 se celebra el tradicional Día de Campo (en el Tule, el Chilarejo y rancherías aledañas al municipio).
- Fiestas en honor al Señor San José: del 23 de abril al 1 de mayo, habiendo en estas fiestas juegos mecánicos a los alrededores del parque Hidalgo.
- Día de Muertos: el 2 de noviembre, celebrando en todas las escuela un altar a las personas queridas y héroes nacionales; en el parque Hidalgo se realiza un evento organizado por la Preparatoria Regional de Arandas en el cual participan los alumnos de mencionada institución con declamación de poemas, trajes alusivos a la muerte y con música en vivo, además de bailes y danzas.
- Fiestas en honor al Señor del Socorrito: del 25 al 27 de junio, habiendo en estas fiestas algunos juegos mecánicos, mañanitas y rosario de la Aurora por las calles cercanas al lugar que es en la explanada del Panteón Viejo.